# Дартс в Україні
Дартс в Україні почав розвиватись з другої половини 90-х років.    
- Так, орієнтовно в  1996-97 році, на ДМЗ (Донецький Металургійний Завод) було відкрито секцію з гри в дартс, якою керував А.Хідаятов[1].

- Першим відомим клубним місцем в Україні де почали грати в дартс можна вважати донецький дартс-клуб Терикон. Дартс-клуб «Терикон» розташовувався в колишньому гуртожитку, в приміщенні буфету. З 1997 року, по пʼятницях ввечері, там почали проводити змагання з дартсу.

- Іншим містом в Україні де в 1998 році був створений дартс-клуб з класичного дартсу, були Черкаси. В 1998 році, дартс-клуб "Черкаси" вже провів свій перший чемпіонат, а юридичний статус дартс-клуб "Черкаси" отримав в 2001 році.[2] Перші змагання і маленькі турніри з класичного дартсу з початку відбувались на квартирах, пізніше перемістились в кафе-бар "Доміно", в місті Черкаси. Саме там довгий час була головна ігрова база дартс-клубу "Черкаси" на початку 2000-х років. Зокрема, там проводились змагання Гран-Прі "Доміно", де брали участь черкаські та донецькі гравці в дартс. 17 вересня 2000 року там відбувся перший Кубок Черкас з дартсу, який тривалий час був головним змаганням року зі статусом чемпіонату міста з дартсу.

- Наприкінці 90-х років в західній Україні також почали культивувати гру в електронний дартс. В 1999 році в ужгородському барі "Кактус" зявилась перша точка з апаратом для гри в "електроніку", а наприкінці того ж року - в місцевому клубі "Армагедон" відбувся перший турнір з електронного дартсу. В 2000 році такі рейтингові турніри проходили вже регулярно, а наприкінці 2000-го року відбувся підсумковий турнір з електронного дартсу.[3]

У липні 2001 року, в Ужгороді було засновано громадську організацію - Федерація дартс України, яку очолив Іван Ванджурак.
У травні 2003 року відбувся перший великий всеукраїнський турнір з класичного дартсу - Черкаський дартс фестиваль, у якому взяли участь гравці як зі сходу країни так і з заходу. Фестиваль відбувався в передмісті Черкас, на одній з туристичних баз в Сокірна. З того часу цей турнір став щорічним, проводився на інших туристичних базах (зокрема, Придніпровський базі відпочинку), а також в самому місті Черкаси. Пізніше з всеукраїнського дартс-фестивалю він перетворився на регулярний командний чемпіонат України з дартсу, а також на один з етапів Кубку України.
2004 року відбувся перший Чемпіонат України з дартсу, переможцем якого став Вадим Ледєньов (м.Київ)
В 2010 році, Наказом №1064 Міністерства у справах сім'ї та молоді України, дартс було тимчасово визнано видом спорту в Україні. 
2014 року було юридично оформлено всеукраїнську організацію "ВСЕУКРАЇНСЬКА ФЕДЕРАЦІЯ ДАРТСУ", яка отримала офіційний статус організації, що займається розвитком дартсу в Україні та представляє країну на міжнародній арені. Президентом Всеукраїнської Федерації Дартсу в данний час є Станіслав Некристов. 
Всеукраїнська Федерація Дартсу є членом Всесвітньої Федерації Дартсу - World Darts Federation
У 2018 році, в Україні були проведені перші турніри під егідою WDF - Ukraine Open 2018 & Kyiv Masters 2018. В 2019 році такі турніри було проведено вдруге, але з початком пандеміі COVID-19 в 2020 році, турніри з дартсу в України було припинено, в тому числі і міжнародні. Водночас, в березні 2020 року, в Україні вперше було розпочато онлайн турніри, які організував інформаційний ресурс про дартс FULLBULL.  Згодом, таки турніри організувала і провела Всеукраїнська Федерація Дартсу. Українські гравці, під час пандемії COVID-19 також взяли участь у низки міжнародних змагань в онлайн форматі.
У 2022 році, через російське вторгнення і запровадження військового стану в Україні, змагання з дартсу всередині країни були скасовані. 
У 2022 році, професійною корпорацією PDC було принято рішення, віддати одне кваліфікаційне місце представнику України. 
Владислав Омельченко, виграв кваліфікацію серед українських гравців і став першим, хто зіграв на сцені професійного Чемпіонату Світу, який проводить Професійна Дартс Корпорація PDC. У 2023 році, українська пара гравців в дартс - Владислав Омельченко і Ілля Пекарук, вперше предсталяли Україну в Кубку Світу з дартсу під егідою професійної дартс корпорації PDC. 
В 2023 році, було відновлена частина змагань з дартсу в певних регіонах країни під егідою Всеукраїнської Федерації Дартсу. Також, в 2023 році, вперше відбулись змагання Західноукраїнської дартс ліги.
В 2024 році, Західноукраїнську дартс лігу було переформатовано в Українську Дартс Лігу, до щорічних етапів змагань додались етапи в Одесі і Києві.